# Miricacalia makineana
Miricacalia makineana là một loài thực vật có hoa trong họ Cúc. Loài này được (Yatabe) Kitam. mô tả khoa học đầu tiên năm 1936.